# Шмаков, Павел Васильевич
Па́вел Васи́льевич Шма́ков (16 [28] декабря 1885, Сновицы, Владимирская губерния — 17 января 1982, Ленинград) — советский учёный в области электроники, Герой Социалистического Труда, Заслуженный деятель науки и техники РСФСР (1948), профессор.
Внёс фундаментальный вклад в практику телевизионного вещания благодаря авторскому свидетельству № 45646, класс 21а, заявленному 28 ноября 1933 года, выданному 31 января 1936 года (Супериконоскоп). Руководил созданием голографической ТВ-установки, создал подводную ТВ-систему.

## Биография
Выдающийся русский учёный и изобретатель в области телевидения и радиотехники П. В. Шмаков родился 16 (28) декабря 1885 года в деревне Сновицы (ныне — в Суздальском районе Владимирской области) в крестьянской семье.
До 12 лет Павел жил в родном селе, учился в приходской школе, а потом отцом, Василием Андреевичем Шмаковым, был перевезён в Москву. До 1899 года П. В. Шмаков учился в третьем Рогожском мужском начальном училище, куда он был определён отцом, затем в Дельвиговском железнодорожном училище, которое окончил в 1903 году. В 18 лет Павел начал службу в должности десятника на сооружении Московской окружной железной дороги, но проработал недолго и, решив продолжать обучение, поступил в Императорский Московский университет.
В 1914 году окончил Московский университет. Во время учёбы проходил практику на сооружении Московской окружной железной дороги, десятник.
В 1929 году возглавил специализированную лабораторию телевидения, созданную во Всесоюзном электротехническом институте (ВЭИ). Под его руководством была разработана и внедрена в эксплуатацию на Московском радиовещательном техническом узле (МРТУ) оптико-механическая передающая ТВ-аппаратура.
Умер 17 января 1982 года в Ленинграде.

## Память
Похоронен на Серафимовском кладбище (16 уч.).
Именем Павла Шмакова названа улица в Сновицах.

## Галерея

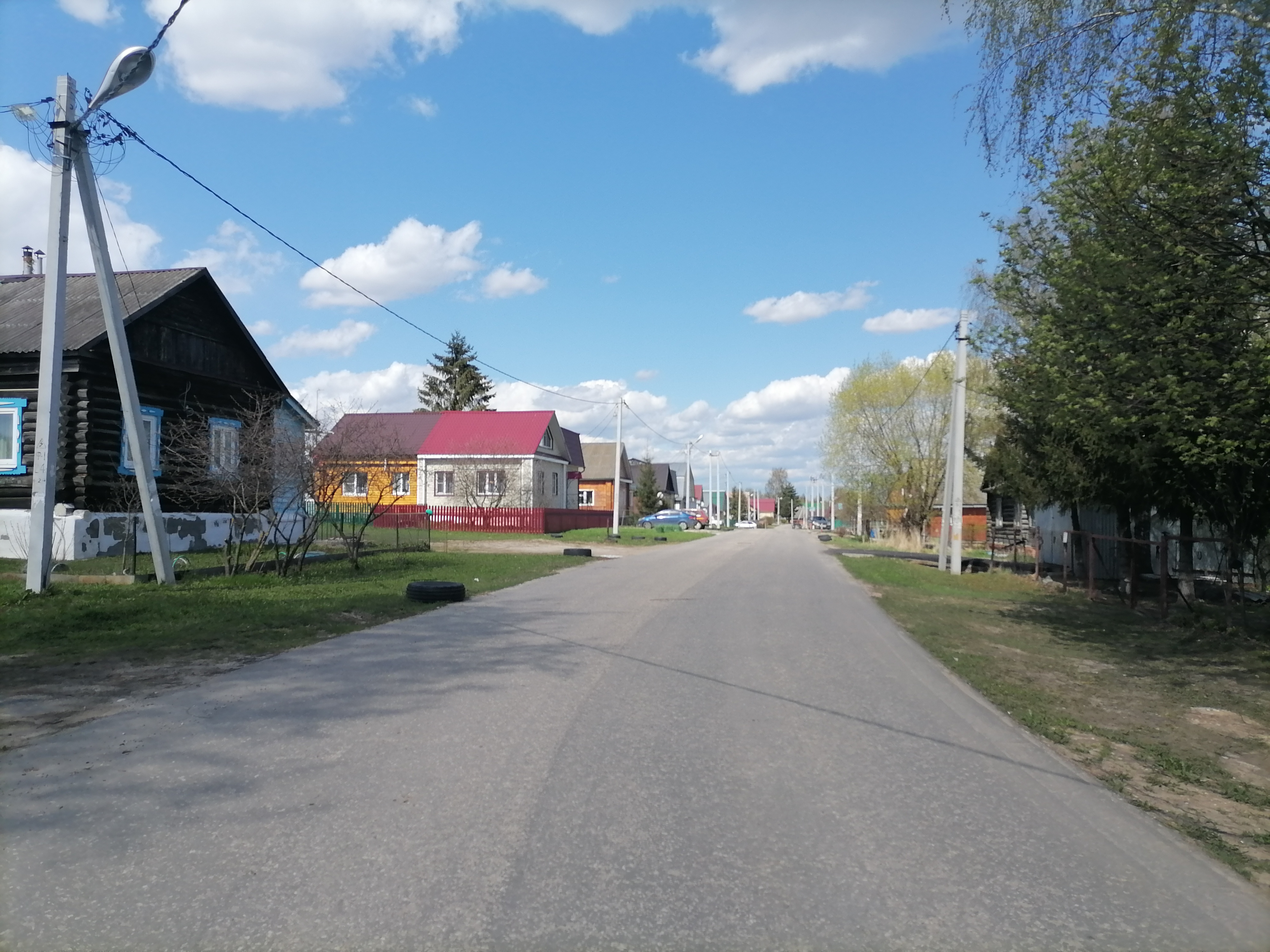
Улица Шмакова в Сновицах
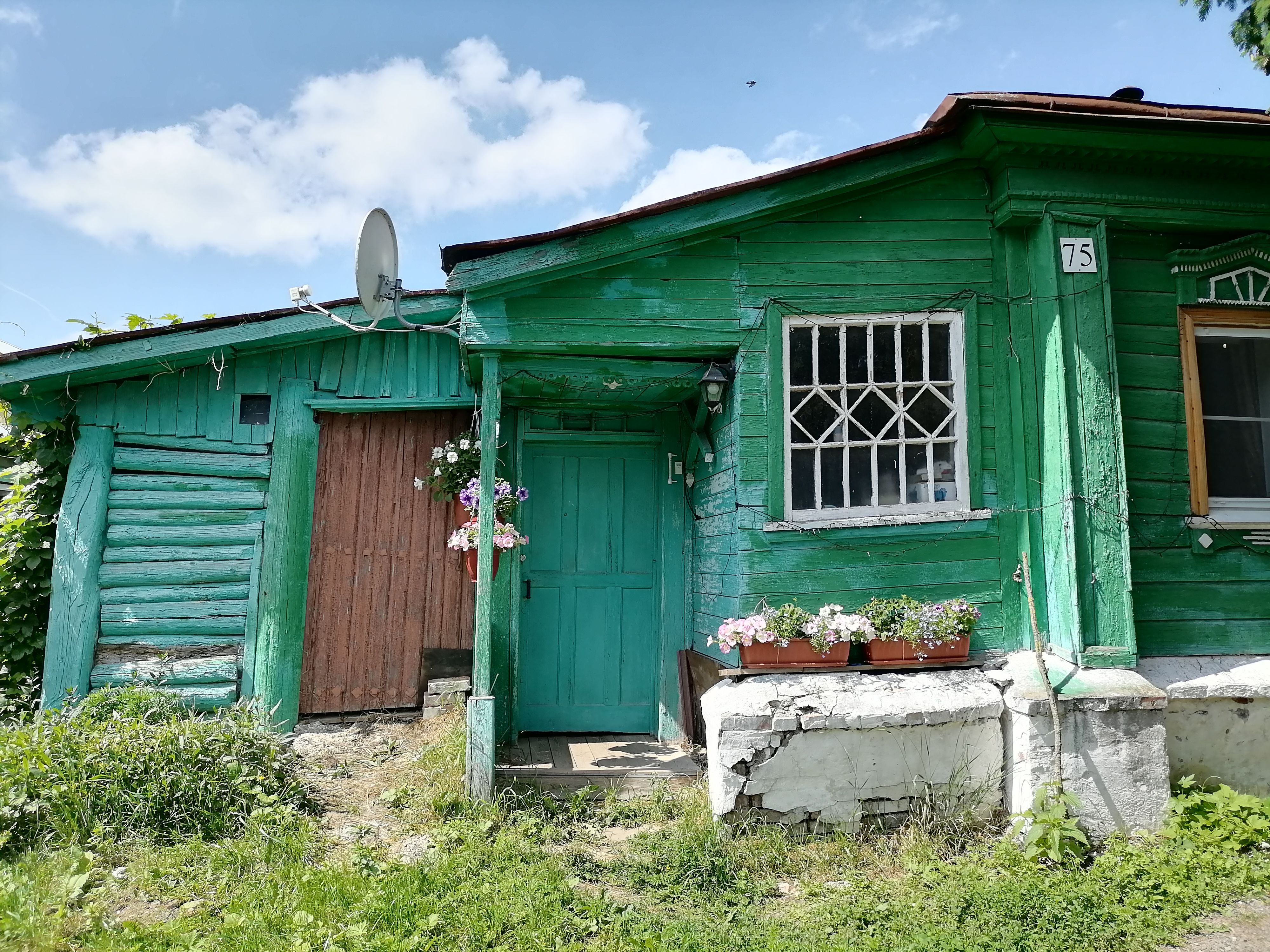
Отчий дом Шмакова в Сновицах
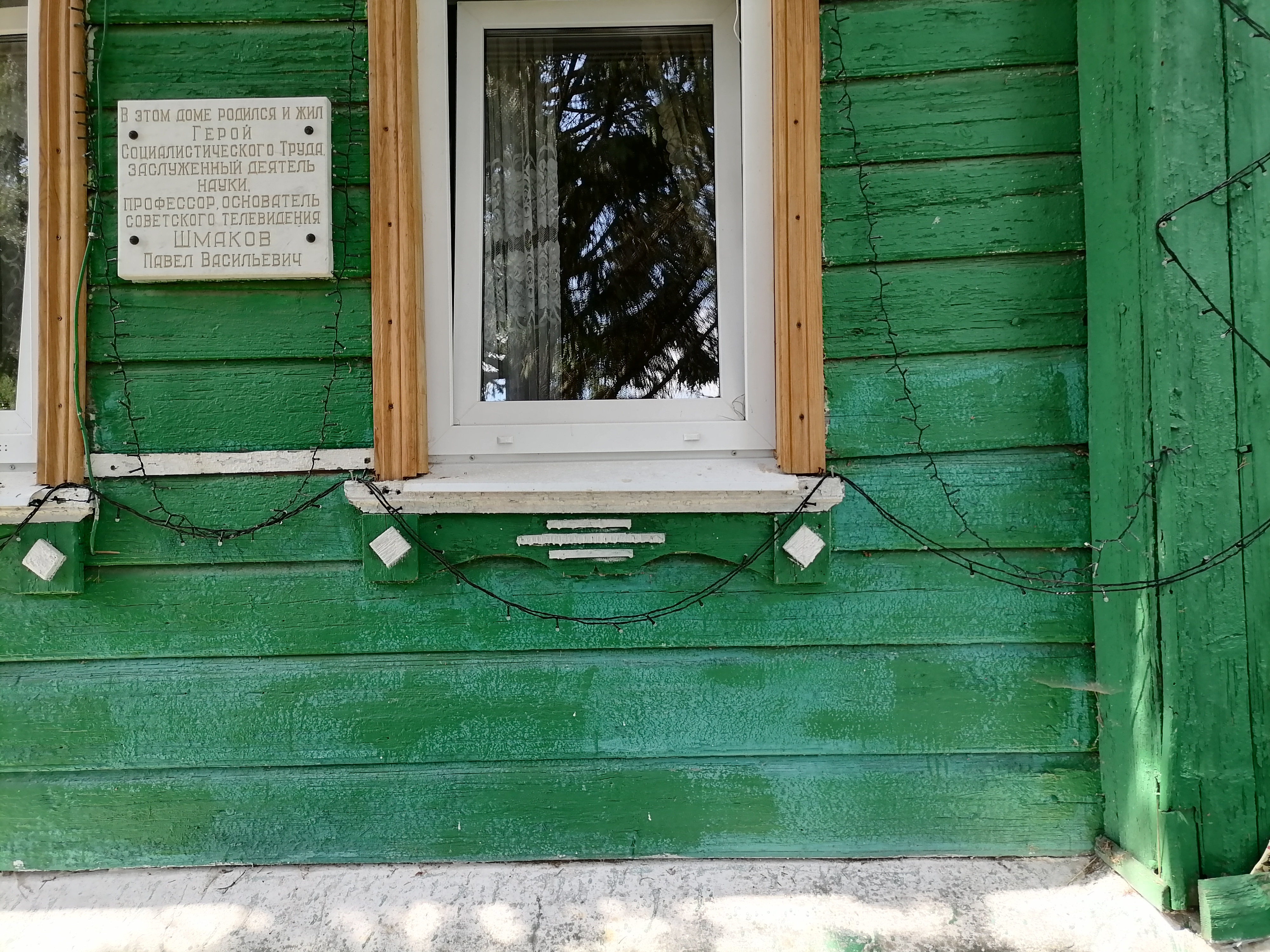
Отчий дом Шмакова в Сновицах

## Награды
- Герой Социалистического Труда (08.01.1966)
- Три ордена Ленина (16.10.1951; 08.01.1966; 02.04.1981)
- орден Октябрьской Революции (30.12.1975)
- орден Трудового Красного Знамени (21.02.1946)
- медали